# 米尼奥德圣埃斯特万
米尼奥德圣埃斯特万，是西班牙卡斯蒂利亚-莱昂索里亚省的一个市镇。总面积49平方公里，总人口89人（2001年），人口密度2人/平方公里。